# صومعه زارزما
صومعه زارزما (به گرجی: ზარზმის მონასტერი) یک صومعه در گرجستان است که در سامتسخه-جاواختی واقع شده‌است.